# القفل (الحيمة الداخلية)

تعديل مصدري - تعديل

القفل هي إحدى قرى عزلة بني النمري بمديرية الحيمة الداخلية التابعة لمحافظة صنعاء، بلغ تعداد سكانها 990 نسمة حسب تعداد اليمن لعام 2004.